# Kiton
Kiton (du grec χιτών) est une société italienne spécialisée dans la confection de vêtements masculins haut-de-gamme fondée en 1968, à Arzano, dans la province de Naples. 
Elle commercialise les costumes masculins parmi les plus beaux mais aussi les plus chers de la planète.

## Historique
La société Kiton est fondée par Ciro Paone en 1968. La famille Paone est établie à Naples dans le négoce de tissus de qualité depuis plusieurs générations. Elle s’inscrit dans une tradition de fabrication artisanale de costumes masculins sur mesure que l’on[Qui ?] peut désigner comme « école napolitaine ». La fabrication entièrement manufacturée requiert une forme de « virtuosité » qui se transmet de père en fils chez les maîtres tailleurs et constitue un ultime rempart à la standardisation. La coupe napolitaine est plus souple et épouse mieux les formes du corps que les costumes londoniens, c’est pourquoi beaucoup d’étudiants anglais du XIXe siècle en voyage se sont tournés vers les tailleurs napolitains. Ciro Paone revendique cette tradition napolitaine comme la meilleure du monde. Il a réuni sous son égide les tailleurs de la ville dans les années 1950 qu’il a fédérés avec Kiton. 
À la différence de la plupart de la plupart de ses confrères ne quittant pas la ville, Paone a décidé que sa marque soit présente dans tout l’espace européen puis d'autres pays du monde. La boutique ouverte à Paris dans la rue Marbeuf est le principal débouché jusque dans les années 1970. Kiton fonde Kiton Corporation à New York en 1986. 
La production s'amplifie et la société ouvre un nouveau site de production dans la commune d'Arzano, près de Naples, en 1990. L'entreprise compte 150 salariés et réalise un chiffre d'affaires de 5 millions d'euros. La manufacture est pratiquement doublée en 2000. Le journal Le Monde compare cette usine à « un atelier de la Renaissance où tout est fait main par la crème des artisans tailleurs ». La société décide également de se diversifier à la production de cravates (1991), l’habillement féminin (1995), les parfums (1996), les chemises (1998), le sportswear (2000), la maille (2002) et les chaussures (2004). 
La société ne renonce pas pour autant à son mode de fabrication entièrement artisanal. Or, le métier de tailleur demande un savoir-faire qui tend à disparaître globalement, y compris à Savile Row, à Londres, où résident les plus grands tailleurs et où a pris naissance la tradition du costume moderne. Kiton décide alors d’ouvrir à Naples une école interne pour former au métier de tailleur ; il recrute une grande partie des étudiants comme employés. 
En 1998, Ciro Paone achète chez Sotheby's pour 27 600 $ l'habit de mariage et d'autres éléments de la garde-robe du Duc de Windsor à laquelle il voue une grande admiration : l’élégance britannique de l’éphémère roi d’Angleterre, faite d'extravagance et de sobriété, constitue une référence majeure de Kiton. 
Dans les années 2000, Kiton ouvre des boutiques monomarques à Milan, Paris, Cologne, Moscou, Tokyo, New York, Düsseldorf, Munich, Zurich, Osaka et en Chine. Ciro Paone achète à New York l'ancien siège du Banco di Napoli pour y établir sa boutique et son siège américain. 
En 2005, Kiton atteint un chiffre d’affaires de 55 millions d'euros, dont 30 % aux États-Unis. Son chiffre d'affaires est en hausse de 19 % cette année-là. Ciro Paone (né en 1945) tend aujourd’hui à laisser la direction de son entreprise à d’autres membres de sa famille. Grâce à la qualité et à la production limitée, la marque est aussi surnommée « la Ferrari des vêtements ».

## Le costume Kiton
Kiton réalise des costumes fabriqués en grande partie à la main par les artisans de son usine de Naples. Kiton produit environ 20 000 costumes par an (soit la production d'Armani et Versace en une journée) et emploie 330 tailleurs spécialisés sur chacune des étapes de la fabrication. La confection de la plupart des costumes demande un temps de travail de 25 heures et 45 tailleurs y sont employés. Le prix des costumes varie, en 2008, de 3 500 euros jusqu'à 30 000 euros.  Il existe plusieurs lignes de costumes : la ligne classique, la « CIPA 1960 » et la ligne « K-50 » (ainsi dénommée car le costume demande 50 heures de travail par pièce). Les costumes les plus chers sont fabriqués en poil de vigogne ou en laine d'escurial ; un délai d'un an est nécessaire pour la fabrication de ces costumes. Paone a pour principe que le costume doit être fait comme une chef-d'œuvre dont le prix n'est pas fixé à l’avance et qui se trouve étranger de ce fait aux règles habituelles de rentabilité.

## Clientèle
La clientèle de Kiton du fait de la production limitée de costumes s'apparente à un club privé. La maison ne fait pas de publicité et ne communique pas sur sa clientèle, laquelle est composée de princes, d'hommes d'affaires, de stars de cinéma. En 2003, George Clooney porte un costume Kiton en flanelle grise dans le film Intolérable Cruauté des frères Coen. En 2010, le président du conseil italien Silvio Berlusconi choisit de s’habiller chez Kiton.